# Хоффман, Джоэл
Джоэл Хоффман (англ. Joel Hoffman; род. 1953, Ванкувер) — американский композитор и пианист. Сын дирижёра Ирвина Хоффмана и скрипачки Эстер Глейзер.
Родился в Канаде, где его отец возглавлял Ванкуверский симфонический оркестр, но с одиннадцатилетнего возраста жил в Чикаго. Затем окончил бакалавриат Уэльского университета под руководством Алана Ходдинотта, после чего продолжил образование в Джульярдской школе. Среди учителей Хоффмана в области композиции были Изли Блэквуд, Винсент Персикетти, Милтон Бэббит и Эллиот Картер, фортепианной игре он учился, в частности, у Молли Марголис и Гвидо Агости.
На протяжении нескольких десятилетий преподавал в консерватории Университета Цинциннати, в 1996—2008 гг. руководил проходящим в Цинциннати фестивалем «Музыка Икс» (англ. Music X). В 1993—1994 гг. композитор-резидент Национального камерного оркестра в Вашингтоне.
Среди основных сочинений Хоффмана — опера «Игра памяти» (англ. The Memory Game; 2003), симфонические «Танцы милленниума» (англ. Millennium Dances), впервые исполненные в 1997 году Симфоническим оркестром Цинциннати под управлением Хесуса Лопеса Кобоса, скрипичный концерт, различные камерные сочинения. Цикл собственных обработок еврейских народных песен сам Хоффман записал как пианист. Несколько сочинений Хоффмана написаны для исполнения вместе с братьями и сестрой — альтистом Тоби Хоффманом, виолончелистом Гэри Хоффманом и арфисткой Деборой Хоффман.
Дети — виолончелистка Натания Хоффман и скрипач Бенджамин Хоффман.